# С квартиры на квартиру
«С квартиры на квартиру» — картина русского художника Виктора Васнецова. Написана в 1876 году; является одной из известнейших жанровых работ художника.
«С квартиры на квартиру» — одна из картин, связавших Виктора Васнецова с передвижничеством: произведение, проливающее свет на честное изображение язв общества, полностью отвечало теории и практике этого движения.
Художественный критик Владимир Стасов писал о картине:
Я думаю, каждый из нас таких встречал. Что за бедные люди, что за печальная природа человеческая! Прекрасная картина!

## Сюжет
Бедные старики, муж и жена, вынужденные покинуть прежнюю квартиру, бредут по льду Невы к своему новому месту обитания. Их лица отражают чувства растерянности и недоумения, а скудные одежды и невеликие пожитки, собранные в грязный узел, подчёркивают их жалкое положение. Полное безлюдье, и лишь съёжившаяся от холода собака, забежавшая вперёд, ждёт путников. На заднем плане величественно возвышается шпиль Петропавловской крепости, который погружает зрителя в атмосферу «униженных и оскорблённых». Искусствовед Нина Молева писала в 1951 году, что «ощущение бесприютности, одиночества, безысходной тоски подчёркивается предельно выразительным пейзажем с бесконечным снеговым покровом, низко нависшим свинцовым небом, крепостью вдалеке».